# Aasha Davis
Aasha Davis (17 de agosto de 1973) es una actriz estadounidense, reconocida especialmente por sus interpretaciones de Waverly Grady en Friday Night Lights, Chelsea Lewis en South of Nowhere y Bina en Pariah. Ha registrado apariciones en populares series de televisión como Gilmore Girls, The Shield, House, ER, Grey's Anatomy y Husbands.

## Filmografía

### Cine
| Año  | Título           | Rol         | Notas |
| ---- | ---------------- | ----------- | ----- |
| 2002 | Bittersweet Lies | Ally        |       |
| 2011 | Pariah           | Bina        |       |
| 2014 | The Last Beat    | Nan         |       |
| 2015 | Kindred Kill     | Pansy Jones |       |

### Televisión
| Año           | Título                      | Papel          | Notas        |
| ------------- | --------------------------- | -------------- | ------------ |
| 2002          | Scratch & Burn              | Sheera         | 1 episodio   |
| 2003–2004     | Gilmore Girls               | Susan          | 2 episodios  |
| 2005          | The Shield                  | Lucy           | 1 episodio   |
| 2005          | Over There                  | Michelle       | 1 episodio   |
| 2005          | ER                          | Maureen        | 1 episodio   |
| 2005–2008     | South of Nowhere            | Chelsea Lewis  | 35 episodios |
| 2006          | House                       | Leona          | 1 episodio   |
| 2006–2007     | Friday Night Lights         | Waverly Grady  | 8 episodios  |
| 2007          | Grey's Anatomy              | Rina           | 2 episodios  |
| 2009          | Raising the Bar             | Shauna Larkin  | 1 episodio   |
| 2011          | Castle                      | Alyssa Lofters | 1 episodio   |
| 2012–2014     | The Unwritten Rules         | Racey Jones    | 23 episodios |
| 2013          | Cowgirl Up                  | Robbie         | 6 episodios  |
| 2013          | Nikki & Nora: The N&N Files | Violet Craig   | Telefilme    |
| 2013          | Ctrl.Alt.Del                | Marcy          | 2 episodios  |
| 2014          | Criminal Minds              | Daria Samsen   | 1 episodio   |
| 2014–presente | Drunk History               | Varios         | 22 episodios |